# ミリオンベル

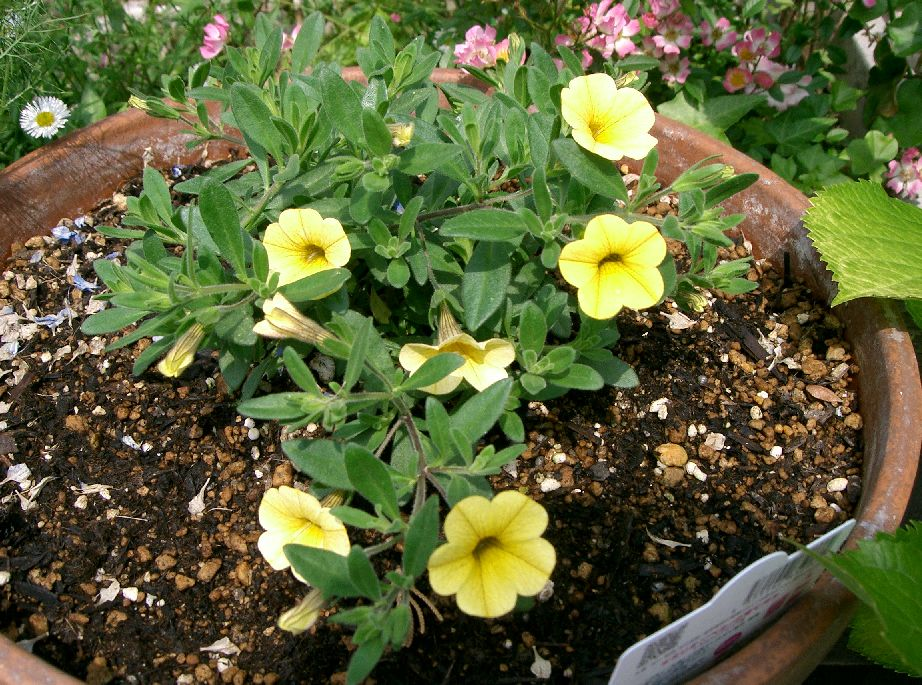
ミリオンベル

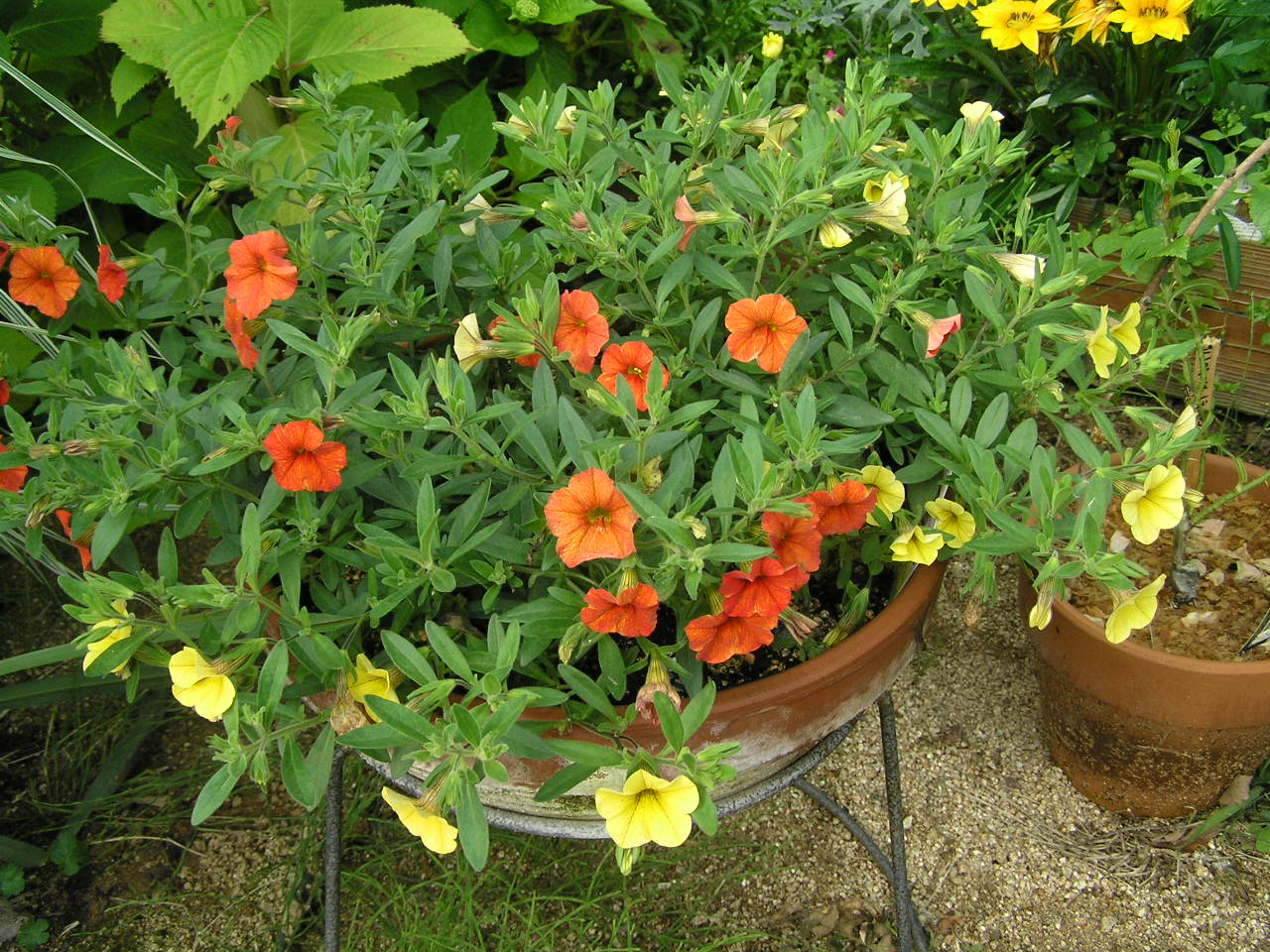
植えつけて約1ヵ月後のミリオンベル（2株）

ミリオンベルは、ナス科　カリブラコア属の植物。サントリーフラワーズが初めて園芸化に成功したカリブラコア属の原種数種を元に品種改良したの園芸品種群であり、サントリーフラワーズの登録商標名である。

## 概要
カリブラコア ミリオンベル・シリーズ
Calibrachoa hybrid Cultivar. (Million Bell Series)
ナス科　カリブラコア属
　1825年にメキシコの植物学者、ビセンテ・セルバンテス (（Vicente Cervantes Mendo)によりカリブラコア属(Calibrachoa)が新設され、南米原産の Calibrachoa parviflora 等、約36種から構成される小さな属の植物群である。その後、千葉大学の安藤教授らが新種を発見し、これらが複雑に交配されて園芸種を生み出す元になる。
　カリブラコア ミリオンベル・シリーズは1990年サントリーフラワーズによって発表された。当時この属の植物は全く園芸化されていなかった。ミリオンベル・シリーズはカリブラコア属 の原種を数種使用して改良し、容易に育成が可能な園芸品種とし、サントリーフラワーズの登録商標名として名付けられた園芸個体群がミリオンベル・シリーズである。当初交配に使用された原種は正確な学名を特定されぬままに交配に使用され、複雑に交配がすすんだ結果、その系譜と実態は不明である。開花時期はおよそ4月から10月にかけて、2～3cm程度のさまざまな色の小花を咲かせる。基本的には一般的な多年草や短命な多年草、小灌木になる植物などの原種を用いて品種改良をされているので、環境が整っていれば長年生育するものが多い。元来は痩せ地の植物なので無肥料でも開花できるが、ミリオンベル・シリーズの本領は非常に沢山の花を咲かせる個体群をシリーズ化したところにあるので、施肥は欠かせない。
　サントリーフラワーズの、ペチュニア‘サフィニア’の成功を機に、カリブラコア ミリオンベル・シリーズは、同社から1990年に発売され、たちまち日本におけるガーデニングで人気となった、ペチュニアをそのまま小さく華奢にしたような雰囲気を持ち、同社の、ペチュニア‘サフィニア’ と同じような匍匐性の物もあれば、立性の個体もある。改良品種は多湿に弱い物や開花数の少ない物は淘汰し、多花性で耐病性に優れた個体が選抜された。見た目が近縁のペチュニアに酷似している為、よく一般的なペチュニアや、ペチュニア サフィニア・シリーズ 等と混同されがちである。今日においては、多様な花色や草姿などの園芸品種が増えてきている。  ミリオンベル・シリーズ が、カリブラコアの大衆的園芸化に成功したために、ペチュニアの時と同様に、他社も類似の品種改良に着手し相次いで参入した。代表的な物はイスラエルのダンジガー社から出された品種群や、国内ライバル・メーカーからの リリカシャワー・シリーズがあげられる。

　ペチュニア属同様、夏季の高温多湿や多雨などといった点から、日本での育成が当初は困難であったが、改良選抜を進めていくうちに、今までの弱点を克服した個体が商品化されている。ただし、依然としてカリブラコア元来の性質を多々受け継いでいるため、高温多湿で無風な場所に長期間置かれると根元の葉が枯れあがったり、育成不良や立ち枯れといった症状が発生するため、留意する必要がある。
　ミリオンベル・シリーズの名称の由来は「非常に多数のベル状の花を開花させる」という意味で、英語のMillion(ミリオン)が語源の由来となっている。枝の先端に蕾を付ける為、切戻しを行うことにより長期間の開花が望めるのも大きな特徴である。増殖方法は、商業的には栄養系である。植物パテントの対象植物である、その為、挿し木で増やすのがたやすいがパテントを守る意味で行ってはならない。

## 関連
- ペチュニア
- アグリビジネス
- サントリーフラワーズ
  - 花手鞠
  - サフィニア
- ブリエッタ
- ガーデニング